# 偶像大師 (動畫)
《偶像大師》（日语：アイドルマスター（THE IDOLM@STER））是A-1 Pictures製作的日本動畫，以南夢宮萬代發售的同名電玩遊戲系列為原作的改編作品，為偶像大師系列企劃的一部分。在日本當地從2011年7月到同年12月，在TBS等電視台播放，全25話。其後於2012年6月16日播放第26話（特別篇）。於2014年1月25日劇場版《偶像大師 劇場版 前往光輝的另一端！》在日本全國上映 。
在讀賣新聞社主辦的2015年SUGOI JAPAN Award「最想向海外介紹的日本流行文化」評選中獲得動畫部門第4名。

## 故事概要
故事基于游戏2代的故事剧情改编，讲述了「765 Prodution」的13位少女偶像在新加入的制作人带领下，从刚出道的默默无闻，逐渐发迹，遭遇敌对事务所的挑战，到开始成名，和众人的成长的故事。

## 登場角色
本作的主要登場角色是「765 Prodution」所屬的偶像與相關人物，他們大都是從原作的遊戲《THE IDOLM@STER》系列的街機版、Xbox360版和PSP版而來。人物間的關係設定和擔任配音的聲優等則是繼承《THE IDOLM@STER 2》的設定。
動畫裡，765 Prodution的現役偶像是在《THE IDOLM@STER 2》中的9位可製作角色加上同作品中屬於NPC團體「龍宮小町」的3位角色，共12位。原作遊戲中玩家必須從9位角色中選出3位進行製作培育，動畫則是製作人同時擔任所有偶像的製作工作。龍宮小町在故事開始時尚未成立，到第6話才開始活動，和遊戲相同由秋月律子擔任製作。
在初代遊戲中能被製作的偶像候補秋月律子，在本作則是繼承《THE IDOLM@STER 2》的設定，以製作人的身分登場。但在片頭動畫中一樣以偶像的裝扮和其他角色一起唱歌跳舞，在第18話和最終話（第25話）也有暫時恢復偶像的身份的橋段。另外，一般職員的音無小鳥雖然不是偶像，但在第21話也以酒吧歌手的身份演唱個人歌曲。

### 製作人
製作人（配音：赤羽根健治）
本作品的男主角，原作中代表遊戲玩家的角色。受「765 Prodution」的高木社長委託培育該公司的所屬偶像候補。詳細年齡不明（遊戲版本官方設定為19歲，動畫版本在PSP遊戲 Shiny Festa：Funky Note所附動畫中透露自己為二十幾歲），戴著眼鏡。
秋月 律子（配音：若林直美）
冷靜沈著思考清晰的眼鏡娘。凡事會清楚表達自己的意見。根據社長所說曾經是偶像，现在是事務所的製作人，负责「龍宮小町」小组的工作。

### 偶像候補
天海春香（配音：中村繪里子）
自小喜愛唱歌和作點心。坦率而積極，但有點天然呆。會在平坦的地面跌倒，反而在有起伏的地方不會有事。
住在離市區較遠的地方，每天從家裡搭首班電車花兩小時通勤。
星井美希（配音：長谷川明子）
宣傳詞是「未完成的年輕造型女王（未完の幼きビジュアルクイーン）」。頭髮為和其他偶像們不同的金色。不知世間辛苦，想要輕鬆地當偶像。口癖是。興趣是賞鳥、和朋友聊天。於第14集開始稱呼製作人為「Honey」。在歌舞方面似乎很厲害。
如月千早（配音：今井麻美）
做事一本正經而冷酷，對於歌唱有比普通人多一倍的熱情和才能，覺得不能唱歌就活不下去。
有點在意自己的平胸。家庭關係相當複雜，在學校也和合唱部的成員對立。
高槻彌生（配音：仁後真耶子）
個性活潑開朗，愛護家庭的好孩子，但家中經濟似乎不太好，為幫補家用而當偶像。在6人（原作中為5人）姊弟中排行老大，在事務所裡常常幫忙打掃與倒垃圾。與水瀨伊織關係很好。在第10話的運動會時，被光說是扯後腿的，所以心情非常的失落，不過贏得比賽之後，恢復以往。
萩原雪步（配音：淺倉杏美）
生性愛哭而膽小，為了改變自己的個性而以當上偶像為目標。喜歡喝茶（尤其是綠茶）。
似乎對身材沒有自信，本人也說自己是「沒肉、貧乳、小不點（ひんそーでひんにゅーでちんちくりんで）」，不過數字上並沒有很差。極度消沉時會在地上挖個洞把自己埋起來（所以電鑽和鏟子成為了雪步的代表物，真的埋起來還是在腦內埋起來則詳細不明）。
菊地真（配音：平田宏美）
人設為遊戲中的2nd Vision。
運動神經超群，乍看之下會以為是美少年，但本人希望有女人味，為了外表與內在的差距而煩惱著。遊戲中女性愛好者比男性要多。有著小心謹慎的一面。父親是賽車手，而她也曾有一段時期被当作未來的賽車手来栽培，曾經駕駛過卡丁車。跑步的速度在765是最快的。在運動會時，曾經和伊織吵過架。
雙海亞美、真美（配音：下田麻美）
人設為遊戲中的2nd Vision。
所屬偶像中最年少的雙胞胎。個性差異不大而好作怪。從綁頭髮的位置及長度可以分辨兩人（向左綁、短髮的是亞美，向右綁、長髮的是真美，左右方向以製作人的角度）。父親是醫師，因為行醫而和母親相遇。稱呼製作人為「（哥哥）」。
亞美在第6集中成為「龍宮小町」的一員。
水瀨伊織（配音：釘宮理惠）
人設為遊戲中的2nd Vision。
和有氣質的外表正好相反，相當任性，蠻橫嬌羞型。非常討厭輸給別人。因父親和765 Production的社長是朋友而透過關係進入演藝界。水瀨集團的千金。對2位哥哥懷有強烈的自卑感與競爭心理。經常隨身帶著兔子的玩偶，口癖是。
在第6集中成為「龍宮小町」的一員。在運動會時，曾經和真吵過架。
三浦梓（配音：高橋智秋）
人設為遊戲中的1st Vision。於第6集剪短頭髮，變成2nd Vision的形象。
在所屬偶像中最为年長，且胸部豐滿。天然而沈著的治癒系大姐姐，不過是個嚴重的路痴。在設定上比製作人年長，製作人與愛好者都稱她為。志願偶像的理由是「為了和命運中人相遇」。
在第6集中成為「龍宮小町」的一員。
四條貴音（配音：原由實）
身分背景皆神秘的美少女，唯一可知道的是她擁有超乎一般人的食量，行為舉止有股皇室的高貴氣質。在雜誌中被形容為「一切過去皆被謎團所包圍的銀色公主」。
我那霸響（配音：沼倉愛美）
膚色最深的一位，小虎牙是特徵。跳舞能力是765中最好的（動畫中未有特別表現），擁有不比菊地真差的運動能力。老家在沖繩，有兄長一人，跟老哥賭氣而獨自離家到765當偶像。喜歡吃苦瓜。自己一人居住，因寂寞而家中養有包括狗﹑鳥﹑倉鼠等極多寵物，並視之為家人。會為寵物煮食卻總忍不住偷吃而致寵物逃跑。有讓動物親近的能力，懂跟動物說話。動畫中未有表現但愛好編織。雖然元氣滿滿且外表帥氣，實際上卻是可愛系的女孩子。有口癖，自稱時會用「自分」。
遊戲最初設定上圍是86。後來版本改小至83。動畫中採用的是83。

### 765 Production職員
高木順二朗（配音：大塚芳忠）
765 Production的代表取締役（社長），製作人的直屬上司。
在動畫中只出現过輪廓，不過在765 Production官方網站的公司介紹裡有公開照片。
名字的由來據說是高木九四郎（株式會社Bandai Namco代表取締役），和本作的開發製作人小山順一朗。
音無小鳥（配音：瀧田樹里）
765 Production的事務人員，同時兼任多份工作。有在酒吧裡獻唱，唱歌能力很好，也喜歡唱歌。卻不願意成為偶像。

### 其他人物

#### 記者
善澤（聲：星野充昭）
記者，高木社長的茶友。经常为765撰写正面评价的报道。

#### 高槻家
高槻霞（聲：吉田真弓）
次女。
高槻長介（聲：中嶋ヒロ）
長子。
高槻浩太郎（聲：中嶋アキ）
次子。
高槻浩司（聲：高下三佳）
三子。
高槻 浩三
四子。嬰兒。

#### 961 Production
黑井崇男（聲：子安武人）
961的社長，過去與765的高木社長是好友兼勁敵，其後因方針出現不同意見而決裂。
在第14集中，因765的眾人的綜藝表現開始成為其眼中釘而不断使手段打击。
在小鸟演唱的酒吧有一幅和765社长、善泽记者、一个和小鸟相似的少女（痣的位置不同于小鸟）、和疑似酒吧酒保年轻时的合照照片，可能说明两者决裂与小鸟有关。
Jupiter
黑井为了对抗765所组建的男子偶像团队，为了打倒765而经常使用潜规则为Jupiter获得优势，但团队leader冬马不满这种行为而整队脱离961Pro，选择独立运营。
天瀨冬馬（聲：寺島拓篤）
Jupiter成員，曾经多次遇见春香并表明自己能以实力证明自己比765更适合作为偶像，但之后多次留意到黑井暗中抹黑765和765反击的事件，最后于动画第21话無法忍受黑井社長的行徑而離開961 Production。
伊集院北斗（聲：神原大地）
Jupiter成員。
御手洗翔太（聲：松岡禎丞）
Jupiter成員。

#### 小玉事務所
動畫版第10話的藝能事務所，旗下人氣偶像「新幹少女」（しんかんしょうじょ）參加全偶像運動會。
小光（聲：日笠山亞美）
新幹少女成員。藍髮。
小燕（聲：齋藤桃子）
新幹少女成員。雙馬尾。
小希（聲：庄子裕衣）
新幹少女成員。栗髮。對真一見鍾情。
新幹少女經理人（聲：三浦潤也）
非常不满765艺人事务所在全偶像运动会依靠“龙宫小町”突围的表现，曾私下请求765的制作人让赛，但制作人在征询社长意见拒绝了他的请求，而水濑伊织也以其家族是小玉事务所的母公司控股人来警告别搞小动作。

#### 如月家
如月優
千早之弟，在數年前因交通事故身亡。十分喜欢姐姐的歌声。
如月千種（聲：平松晶子）
千早之母。千早在拜祭弟弟时曾相遇并发生争执，在千早由于被提起弟弟身亡事件而失声时，曾托春香将優生前的画册交给千早。

## 製作背景
本作的監督錦織敦史，過去於GAINAX擔當動畫師，在劇本、分鏡、作畫多個領域均有一定經驗。是次首次當上監督是受到A-1 Pictures的邀請，個人亦希望嘗試這職位帶來的新挑戰。而系列演出則是過去多參與京都動畫作品的高雄統子擔任。
聲優與原作大致相同，並參與了「現實765專業企劃」，以相關偶像的身份為其他遊戲角色配音。首份工作是為《架向星空之橋》的DVD及Blu-ray的廣告作旁白。

## 製作人員
- 原作：BANDAI NAMCO Games
- 人物原案：窪岡俊之
- 監督、人物設定：錦織敦史
- 系列構成：待田堂子、錦織敦史
- 系列演出：高雄統子
- 總作畫監督：飯塚晴子、高田晃
- 美術監督：薄井久代
- 色彩設計：中島和子
- 攝影監督：那須信司
- 剪接：三島章紀
- 音響監督：菊田浩已
- 音樂：高田龍一
- 音樂製作人：中川浩二
- 音樂製作：日本古倫美亞
- 動畫製作人：清水曉
- 動畫製作：A-1 Pictures
- 製作人：鳥羽洋典、國崎久德、山口泰廣、植村俊一
- 監修：石原章弘
- 製作協力：BANDAI NAMCO Games、Aniplex、日本古倫美亞
- 製作：PROJECT IM@S、TBS

## 主題曲

### 片頭曲
- 第2話－第12話「READY!!」

作詞：yura，作曲、編曲：神前曉，歌：765PRO ALLSTARS
- 第14話－第19話、第21話－第23話、第25話、第26話「CHANGE!!!!」

作詞：yura，作曲：NBGI（内田哲也），編曲：橋本由香利、NBGI（内田哲也），歌：765PRO ALLSTARS

### 片尾曲
- 第1話：「The world is all one!!」

作詞：RIONA，作曲：田代智一，編曲：荒木啓六，歌：765PRO ALLSTARS
初出：Xbox 360版『THE IDOLM@STER 2』
- 第2話：

作詞：NBGI（mft），作曲、編曲：NBGI（中川浩二），歌：水瀨伊織、高槻彌生
初出：街機版『THE IDOLM@STER』
- 第3話：「First Stage」

作詞：中村惠，作曲、編曲：NBGI（佐佐木宏人），歌：萩原雪步、菊地真
初出：街機版『THE IDOLM@STER』
- 第4話：「（TV ARRANGE）」

作詞︰森由里子，作曲︰NBGI（椎名豪），編曲︰宮原惠太，歌︰如月千早
初出：街機版『THE IDOLM@STER』。伴奏不同。 於第4話劇中也出現無伴奏的場景。
- 第5話：「MOONY」

作詞︰yura，作曲、編曲：Funta7，歌︰如月千早、三浦梓、菊地真、星井美希、我那霸響、秋月律子
初出：新曲
- 第6話：「THE IDOLM@STER」

作詞︰中村惠，作曲、編曲：NBGI（佐佐木宏人），歌︰765PRO ALLSTARS
初出：街機版『THE IDOLM@STER』
- 第7話：

作詞︰中村惠，作曲、編曲：NBGI（佐佐木宏人），歌︰高槻彌生
初出：街機版『THE IDOLM@STER』
- 第8話：

作詞︰後藤裕之，作曲、編曲︰NBGI（中川浩二），歌：龍宮小町（水瀨伊織、三浦梓、雙海亞美）
初出：新曲
- 第9話：

作詞︰NBGI（LindaAI-CUE），作曲、編曲：NBGI（增淵裕二），歌：雙海亞美、雙海真美
初出：音樂CD『MASTER SPECIAL 02』
- 第10話：「GO MY WAY!!」

作詞：yura，作曲、編曲：NBGI（神前曉），歌：765PRO&876PRO ALLSTARS
初出：Xbox 360版『THE IDOLM@STER』
- 第11話：「START!!」

作詞：白瀨彩，作曲、編曲：宮崎誠，歌：天海春香
初出：音樂CD『MASTER ARTIST 2 -First Season- 01 天海春香』
- 第12話：

作詞︰NBGI（mft），作曲：NBGI（中川浩二），編曲：NBGI（增淵裕二、中川浩二），歌：星井美希
初出：音樂CD『MASTER SPECIAL 06』
- 第13話：「i」

作詞：中村惠，作曲、編曲：NBGI（佐佐木宏人），歌：765PRO ALLSTARS
初出：音樂CD『MASTER ARTIST』系列
- 第14話：「Colorful Days」

作詞：中村惠，作曲、編曲：NBGI（佐佐木宏人），歌：天海春香、星井美希、如月千早、雙海亞美&真美、四條貴音、我那霸響
初出：PSP版『THE IDOLM@STER SP』
- 第15話：「MEGARE!」

作詞：NBGI（mft），作曲、編曲：NBGI（高田龍一），歌：765PRO ALLSTARS
初出：音樂CD『MASTER ARTIST 2』系列
- 第16話：「Brand New Day!」

作詞、作曲、編曲：NBGI，歌：我那霸響
初出：新曲
- 第17話：

作詞：mft，作曲：MIKOTO，編曲：梅堀淳，歌：菊地真
初出：新曲
- 第18話：

作詞、作曲、編曲：NBGI（神前曉），歌：秋月律子
初出：街機版『THE IDOLM@STER』
- 第19話：

作詞、作曲、編曲：橋本由香利，歌：四條貴音
初出：音樂CD『MASTER ARTIST 2 -First Season- 06 四条貴音』
- 第20話：

作詞：森由里子，作曲：NBGI（中川浩二、小林啟樹），編曲：NBGI（小林啟樹），歌：如月千早、天海春香、星井美希、高槻彌生、萩原雪步、菊地真、雙海亞美&真美、水瀨伊織、三浦梓、四條貴音、我那霸響
初出：新曲
- 第21話：

作詞：yura，作曲、編曲：神前曉，歌：音無小鳥
初出：音樂CD『MASTER ARTIST FINALE』。
- 第22話：「Happy Christmas」

作詞：貝田由里子，作曲：NBGI（椎名豪），編曲：Fuming，歌：天海春香、如月千早、雙海亞美&真美、三浦梓、四條貴音、我那霸響
初出：音樂
- 第23話：「（instrumental）」

作詞：NBGI（Yoshi），作曲、編曲：佐久間誠
初出：音樂
- 第24話：

作詞：朝日祭，作曲、編曲：NBGI（Yoshi），歌：765PRO ALLSTARS
初出：Xbox 360版『THE IDOLM@STER』
- 第25話：

作詞：yura，作曲、編曲：藤末樹，歌：765PRO ALLSTARS
初出：音樂CD『MASTER LIVE 01 REM@STER-A』
- 特別篇：

作詞：yura，作曲、編曲：神前曉，歌：765PRO ALLSTARS
初出：音樂CD『MASTER LIVE 04 my song』

### 插入曲
| 話數   | 歌名                               | 作詞                | 作曲                     | 編曲                                 | 主唱                                                                                   | 初出                                                   |
| ------ | ---------------------------------- | ------------------- | ------------------------ | ------------------------------------ | -------------------------------------------------------------------------------------- | ------------------------------------------------------ |
| 第2話  |                                    | 中村惠              | NBGI（佐佐木宏人）       | NBGI（佐佐木宏人）                   | 水瀨伊織 高槻彌生 雙海亞美、真美                                                       | Xbox 360用ゲーム版『THE IDOLM@STER』の楽曲             |
| 第3話  | ALRIGHT*                           | yura                | cota                     | 關淳二郎                             | 萩原雪步                                                                               | 音樂CD『MASTER SPECIAL 04』                            |
| 第4話  | !                                  | yura                | 白戶佑輔                 | 景家淳                               | 天海春香                                                                               | 音樂CD『MASTER SPECIAL 01』                            |
| 第5話  | 神SUMMER!!                         | yura                | 田中秀和                 | 田中秀和                             | 天海春香、高槻彌生、雙海亞美&真美、萩原雪步、水瀨伊織、四條貴音                        | 新曲                                                   |
| 第6話  | SMOKY THRILL                       | NBGI（uRy）         | NBGI（uRy）              | NBGI（uRy）                          | 龍宮小町（水瀨伊織、三浦梓、雙海亞美）                                                 | Xbox 360版遊戲『THE IDOLM@STER 2』                     |
| 第7話  |                                    | yura                | NBGI（神前曉）           | NBGI（神前曉）                       | 高槻彌生                                                                               | 音樂CD『MASTER ARTIST 02 高槻やよい』                  |
| 第8話  |                                    | 伊那村              | 小西裕子                 | 佐藤                                 | 三浦梓                                                                                 | 新曲                                                   |
| 第8話  |                                    | NBGI（LindaAI-CUE） | NBGI（LindaAI-CUE）      | NBGI（LindaAI-CUE）                  | 菊地真                                                                                 | 街機版『THE IDOLM@STER』                               |
| 第8話  | 迷走Mind                           | NBGI（mft）         | NBGI（中川浩二）         | NBGI（中川浩二）                     | 菊地真                                                                                 | 音樂CD『MASTER ARTIST 04 菊地真』                      |
| 第8話  | shiny smile（REM@STER-A）          | 朝日祭              | NBGI（Yoshi）            | 林部亞紀子                           | 三浦梓、菊地真                                                                         | 音樂CD『MASTER SPECIAL 05』                            |
| 第10話 | Alice or Guilty                    | 上江洲誠            | NBGI（濱本理央）         | NBGI（濱本理央）                     | Jupiter（天瀨冬馬、御手洗翔太、伊集院北斗）                                            | Xbox 360版遊戲『THE IDOLM@STER 2』                     |
| 第10話 | L・O・B・M                         | NBGI（mft）         | NBGI（高田龍一）         | NBGI（高田龍一）                     | 765PRO ALLSTARS                                                                        | 音樂CD『MASTER SPECIAL』系列                           |
| 第11話 |                                    | 伊那村幸子          | DY-T                     | 草野                                 | 天海春香                                                                               | 音樂CD『MASTER SPECIAL SPRING』                        |
| 第12話 |                                    | 朝日祭              | NBGI（Yoshi）            | NBGI（Yoshi）                        | 星井美希                                                                               | 音樂CD『MASTER ARTIST 03 星井美希』                    |
| 第13話 |                                    | 中村惠              | NBGI（佐佐木宏人）       | NBGI（佐佐木宏人）                   | 星井美希                                                                               | Xbox 360版遊戲『THE IDOLM@STER』                       |
| 第13話 | !                                  | yura                | 白戶佑輔                 | 景家淳                               | 天海春香                                                                               | 音樂CD『MASTER SPECIAL 05』                            |
| 第13話 |                                    | yura                | NBGI（神前曉）           | NBGI（神前曉）                       | 高槻彌生                                                                               | 音樂CD『MASTER ARTIST 02 高槻やよい』                  |
| 第13話 | THE IDOLM@STER                     | 中村惠              | NBGI（佐佐木宏人）       | NBGI（佐佐木宏人）                   | 天海春香、星井美希、如月千早、高槻彌生、萩原雪步、菊地真、雙海真美、四條貴音、我那霸響 | 街機版『THE IDOLM@STER』                               |
| 第13話 | My Best Friend                     | NBGI（uRy）         | NBGI（）                 | NBGI（大上昌子、）                   | 天海春香、如月千早                                                                     | Xbox 360版遊戲『THE IDOLM@STER』                       |
| 第13話 |                                    | yura、NBGI（）      | NBGI（）                 | NBGI（）                             | 雙海真美                                                                               | 音樂CD『MASTER ARTIST 06 双海亜美・真美』              |
| 第13話 |                                    | 中村惠              | NBGI（佐佐木宏人）       | NBGI（佐佐木宏人）                   | 萩原雪步、菊地真                                                                       | Xbox 360版遊戲『THE IDOLM@STER』                       |
| 第13話 | Next Life                          | NBGI（遠山明孝）    | NBGI（遠山明孝）         | NBGI（遠山明孝）                     | 我那霸響                                                                               | 音樂CD『MASTER SPECIAL 03』                            |
| 第13話 |                                    | NBGI（Yoshi&Kyon）  | NBGI（Yoshi）            | NBGI（Yoshi）                        | 四條貴音                                                                               | 音樂CD『MASTER SPECIAL 04』                            |
| 第13話 | Day of the future                  | 織葉                | Tatsh                    | Tatsh                                | 星井美希                                                                               | 音樂CD『MASTER ARTIST 2 -First Season- 03 星井美希』   |
| 第13話 |                                    | mft                 | 橋本由香利               | 宮崎誠                               | 星井美希                                                                               | 新曲                                                   |
| 第13話 |                                    | 貝田由里子          | NBGI（Jesahm）           | NBGI（Jesahm）                       | 如月千早                                                                               | 音樂CD『MASTER ARTIST 05 如月千早』                    |
| 第13話 | REST@RT                            | 佐佐木宏人          | 田中秀和                 | 田中秀和                             | 天海春香、星井美希、如月千早、高槻彌生、萩原雪步、菊地真、雙海真美、四條貴音、我那霸響 | 新曲                                                   |
| 第14話 |                                    | 遠藤                | NBGI（内田哲也）         | NBGI（内田哲也）                     | 高槻彌生、萩原雪步、菊地真、水瀨伊織、三浦梓、秋月律子                                 | PSP遊戲『THE IDOLM@STER SP』                           |
| 第15話 |                                    | yura                | 宮崎誠                   | 宮崎誠                               | 高槻彌生                                                                               | 音樂CD『MASTER ARTIST 2 -First Season- 09 高槻やよい』 |
| 第15話 | arcadia                            | 白瀨彩              | 上松範康                 | 中山真斗                             | 如月千早                                                                               | 音樂CD『MASTER SPECIAL 03』                            |
| 第16話 | TRIAL DANCE                        | yura                | 中西圭三                 | 小西貴雄                             | 我那霸響                                                                               | 音樂CD『MASTER ARTIST 2 -First Season- 02 我那覇響』   |
| 第17話 |                                    | 白瀨彩              | 伊藤心太郎               | 伊藤心太郎                           | 菊地真                                                                                 | 音樂CD『MASTER SPECIAL 05』                            |
| 第18話 |                                    | 遠藤                | NBGI（內田哲也）         | NBGI（內田哲也）                     | 龍宮小町（水瀨伊織、三浦梓、雙海亞美）                                                 | PS3版遊戲『THE IDOLM@STER 2』                          |
| 第18話 |                                    | 中村惠              | NBGI（佐佐木宏人）       | NBGI（佐佐木宏人）                   | 秋月律子                                                                               | 音樂CD『MASTER ARTIST 10 秋月律子』                    |
| 第19話 |                                    | NBGI（Yoshi&Kyon）  | NBGI（Yoshi）            | NBGI（Yoshi）                        | 四條貴音                                                                               | 音樂CD『MASTER SPECIAL 04』                            |
| 第21話 |                                    | 白瀨彩              | NBGI（Jesahm）           | NBGI（Jesahm）                       | Jupiter（天瀨冬馬、御手洗翔太、伊集院北斗）                                            | Xbox 360遊戲《THE IDOLM@STER 2》                       |
| 第21話 |                                    | 森由里子            | NBGI（椎名豪）           | NBGI（椎名豪）                       | 如月千早                                                                               | 音樂CD《MASTER ARTIST 2 -First Season- 05 如月千早》   |
| 第21話 |                                    | yura                | 藤末樹                   | 景家淳                               | 音無小鳥                                                                               | 音樂CD《MASTER LIVE ENCORE》                           |
| 第22話 | relations                          | NBGI（mft）         | NBGI（中川浩二）         | NBGI（中川浩二）                     | 星井美希                                                                               | Xbox 360遊戲《THE IDOLM@STER》                         |
| 第22話 | inferno                            | yura Dark           | 藤末樹                   | 草野                                 | 如月千早                                                                               | 音樂CD《MASTER LIVE 04》                               |
| 第22話 | My Wish                            | Asu                 | Asu                      | 關淳二郎                             | 星井美希、高槻彌生、萩原雪步、菊地真、水瀨伊織、秋月律子                               | 新曲                                                   |
| 第22話 |                                    | 白瀨彩              | 糀谷拓土                 |                                      | 星井美希、高槻彌生、雙海亞美&真美                                                      | 音樂CD《MASTER SPECIAL WINTER》                        |
| 第23話 | Little Match Girl                  | ESTi                | ESTi                     | ESTi                                 | 萩原雪步                                                                               | Xbox 360版『THE IDOLM@STER 2』的預約特典DLC            |
| 第23話 | i                                  | 中村惠              | NBGI（佐佐木宏人）       | NBGI（佐佐木宏人）                   | 765PRO ALLSTARS                                                                        | 音樂CD『MASTER ARTIST』系列。                          |
| 第24話 | Honey Heartbeat                    | NBGI（MC TC）       | NBGI（LindaAI-CUE）      | NBGI（LindaAI-CUE）                  | 高槻彌生、萩原雪步、菊地真                                                             | Xbox 360版『THE IDOLM@STER 2』的DLC                    |
| 第24話 |                                    | 橋本由香利          | 橋本由香利               | 橋本由香利                           | 天海春香                                                                               | 新曲                                                   |
| 第25話 | READY!!&CHANGE!!!! SPECIAL EDITION | NBGI（yura）        | 神前曉、NBGI（內田哲也） | 神前曉、橋本由香利、NBGI（內田哲也） | 765PRO ALLSTARS                                                                        | OP1及OP2的混合曲                                       |
| 第25話 |                                    | 畑亞貴              | 佐佐木宏人               | 佐佐木宏人                           | 765PRO ALLSTARS                                                                        | 新曲                                                   |
| 特別篇 | おはよう!! 朝ご飯                  | 遠藤フビト          | NBGI（内田哲也）         | NBGI（内田哲也）                     | 如月千早                                                                               | 街機版『THE IDOLM@STER』                               |
| 特別篇 |                                    | 遠藤フビト          | 橋本由香利               | 橋本由香利                           | 菊地真                                                                                 | PS3版遊戲『THE IDOLM@STER 2』                          |
| 特別篇 |                                    | 橋本由香利          | 橋本由香利               | 橋本由香利                           | 萩原雪步                                                                               | 音樂CD『MASTER ARTIST 2 -First Season- 06 四条貴音』   |
| 特別篇 |                                    | 貝田由里子          | NBGI（椎名豪）           | NBGI（椎名豪）                       | 三浦梓                                                                                 | 音樂CD『MASTER ARTIST 07 三浦あずさ』                  |

## 各話標題
| 話數       | 日文標題 | 中文標題                     | 劇本              | 分鏡              | 演出                                | 作畫監督                                                            |
| ---------- | -------- | ---------------------------- | ----------------- | ----------------- | ----------------------------------- | ------------------------------------------------------------------- |
| 第一話     |          | 這裡是少女們的開始           | 待田堂子 錦織敦史 | 錦織敦史          | 錦織敦史 若林廣海（輔助）           | 川上哲也 飯塚晴子                                                   |
| 第二話     |          | 準備開始的少女們             | 待田堂子          | 高雄統子          | 高雄統子                            | 松尾祐輔                                                            |
| 第三話     |          | 一切從第一步的勇氣開始       | 待田堂子          | 木村隆一          | 木村隆一                            | 原田大基                                                            |
| 第四話     |          | 即將改變自己                 | 待田堂子          | 鶴卷和哉          | 高島大輔                            | 荒尾英幸                                                            |
| 第五話     |          | 與大家一起度過的暑假         | 高橋龍也          | 吉岡忍            | 間島崇寬                            | 高村和宏、川上哲也 小野田將人、飯塚晴子 本村晃一                    |
| 第六話     |          | 選擇向前邁進                 | 待田堂子          | 高雄統子          | 伊藤祐毅                            | 赤井俊文                                                            |
| 第七話     |          | 最喜歡的東西、最重要的東西   | 土屋理敬          | 舛成孝二          | 高橋正典                            | 山口智                                                              |
| 第八話     |          | 邁向幸福的彎路               | 白根秀樹          | 高橋正典          | 鈴木健太郎                          | 松本圭太、奧田陽介                                                  |
| 第九話     |          | 兩人才能做到的事             | 土屋理敬          | 山內重保          | 山內重保                            | 河合拓也                                                            |
| 第十話     |          | 大家一起，一點一點前進       | 白根秀樹          | 益山亮司          | 益山亮司                            | 村治結、林勇雄                                                      |
| 第十一話   |          | 期待、不安、以及預兆         | 高橋龍也          | 高雄統子          | 原田孝宏                            | 川上哲也                                                            |
| 第十二話   |          | 單行道的終點                 | 高橋龍也          | 吉岡忍            | 間島崇寬                            | 近岡直                                                              |
| 第十三話   |          | 所以，女孩們踏上了閃亮的舞台 | 待田堂子          | 錦織敦史 高雄統子 | 高橋正典                            | 赤井俊文                                                            |
| 第十四話   |          | 開始改變的世界               | 待田堂子          | 木村隆一          | 木村隆一                            | 田中裕介                                                            |
| 第十五話   |          | 大家集合，現場直播喔現場直播 | 高橋龍也          | 伊藤祐毅          | 伊藤祐毅                            | 山口智、中路景子                                                    |
| 第十六話   |          | 孤單一人的感受               | 白根秀樹          | 望月智充          | 小竹步                              | 常盤健太郎、飯飼一幸                                                |
| 第十七話   |          | 真，真正的王子大人           | 白根秀樹          | 柴田由香          | 柴田由香                            |                                                                     |
| 第十八話   |          | 許多的，滿滿的               | 土屋理敬          | 橫山彰利          | 橫山彰利                            | 河合拓也                                                            |
| 第十九話   |          | 如雲中之月一般               | 高橋龍也          | 今泉賢一          | 豬狩崇                              | 木宮亮介、大島緣                                                    |
| 第二十話   |          | 約定                         | 土屋理敬          | 高雄統子          | 原田孝宏                            | 松尾祐輔                                                            |
| 第二十一話 |          | 彷彿鮮花綻放                 | 待田堂子          | 今泉賢一          | 間島崇寬                            | 高田晃、田中裕介                                                    |
| 第二十二話 |          | 聖誕夜的夜晚                 | 高橋龍也          | 益山亮司          | 益山亮司                            | 河合拓也、近岡直                                                    |
| 第二十三話 |          | 我                           | 白根秀樹          | 舛成孝二          | 高橋正典                            | 飯塚晴子、山口智                                                    |
| 第二十四話 |          | 夢                           | 土屋理敬          | 高雄統子          | 高雄統子                            | 赤井俊文                                                            |
| 第二十五話 |          | 和大家一起！                 | 待田堂子 錦織敦史 | 錦織敦史 伊藤祐毅 | 伊藤祐毅 間島崇寬 原田孝宏 高橋正典 | 川上徹也、赤井俊文、 山口智、松尾祐輔、 高田晃、飯塚晴子、 錦織敦史 |
| 特別篇     |          | 名為765Pro的物語             | 高橋龍也          | 赤井俊文          | 赤井俊文                            | 田中裕介、飯塚晴子                                                  |

## 获奖
| 獎項                          | 獎項           | 表彰對象                       |
| ----------------------------- | -------------- | ------------------------------ |
| Newtype×Machi Asobi动画奖2011 | CM部门獎       | 偶像大师                       |
| Newtype×Machi Asobi动画奖2012 | 最佳監督獎     | 錦織敦史                       |
| Newtype×Machi Asobi动画奖2012 | 最佳脚本獎     | 待田堂子                       |
| Newtype×Machi Asobi动画奖2012 | 最佳人设獎     | 錦織敦史                       |
| Newtype×Machi Asobi动画奖2012 | 最佳主题曲奖   | 「READY!!」                    |
| Newtype×Machi Asobi动画奖2012 | 最佳女性声優獎 | 中村繪里子（天海春香、哈姆蔵） |
| Newtype×Machi Asobi动画奖2012 | 吉祥物獎       | 哈姆蔵                         |
| Newtype×Machi Asobi动画奖2012 | 女性角色獎     | 天海春香                       |
| 第54回日本唱片大奖            | 企画獎         |                                |

## 播放電視台
日本深夜動畫：下文記載的日本国内播放時間使用日本標準時間（UTC+9）表示。因為部分時間标识會採用30小时制，因此請留意这类超过24:00的时间，其實際播放時間為翌日清晨。
| 播放地域   | 電視台       | 播放日期                      | 播放時間                   | 所屬電視網 | 備註       |
| ---------- | ------------ | ----------------------------- | -------------------------- | ---------- | ---------- |
| 關東廣域圏 | TBS          | 2011年7月7日 - 12月22日       | 星期四 25時25分 - 25時55分 | 日本新聞網 | 制作電視台 |
| 中京廣域圏 | 中部日本放送 | 2011年7月14日 - 2012年1月12日 | 星期四 26時00分 - 26時30分 | 日本新聞網 |            |
| 近畿廣域圏 | 毎日放送     | 2011年7月14日 - 2012年1月12日 | 星期四 26時40分 - 27時10分 | 日本新聞網 |            |
| 福岡縣     | RKB每日放送  | 2011年7月19日 - 2012年1月10日 | 星期三 26時25分 - 26時55分 | 日本新聞網 |            |
| 日本全域   | BS-TBS       | 2011年7月30日 - 2012年1月21日 | 星期六 25時00分 - 25時30分 | 衛星電視   |            |
| 日本全域   | AT-X         | 2013年3月30日 - 2013年9月21日 | 星期六 18時00分 - 18時25分 | 衛星電視   | 有重播     |
| 東京都     | TOKYO MX     | 2013年10月4日 -               | 星期五 24時00分 - 24時30分 | 獨立UHF局  |            |
| 日本全域   | BS11         | 2013年10月11日 -              | 星期五 24時00分 - 24時30分 | 衛星電視   |            |

## 外部連結
- 電視動畫官方網站 （页面存档备份，存于）（日語）
- TBS動畫網站 （页面存档备份，存于）（日語）